# Enalcyonium carrikeri
Enalcyonium carrikeri är en kräftdjursart som beskrevs av Dudley 1973. Enalcyonium carrikeri ingår i släktet Enalcyonium och familjen Lamippidae. Inga underarter finns listade i Catalogue of Life.